# 基隆日本近衛師團古蹟暨歷史建築群
基隆日本近衛師團古蹟暨歷史建築群，是指位於臺灣基隆市仁愛區三坑地區一帶建立的紀念碑群，為臺灣日治時期年間日本紀念乙未戰爭之陣亡近衛師團將士所設立，至今尚未有文化資產身份。

## 沿革
1895年（明治28年）5月27日，近卫军团的7000余人在与台湾总督桦山资纪于冲绳会合，贮备武力进攻接收台湾，後在5月29日登陸澳底，攻陷基隆，6月3日下午攻占基隆制高点獅球嶺砲臺，戰役期間師團長北白川宮能久親王（皇叔，陸軍中將）去世，另一少將旅團長戰死。死亡總人數高達2,156人。日軍因而選定於基隆西方山丘的山腹（後改制堀川町）上設立火葬場火化死者，骨灰集體埋葬於火葬場旁，隨後則於1898年（明治三十一年）設立「近衛師團戰死者之墓」，以此作為紀念，1912年在天台宗修驗道布教，法王寺創立者中澤慈愍提倡下，於火葬場原址建立忠靈殿，每年六月舉行追弔祭典及相關活動。該地亦成為日本天臺宗基隆布教所場地。
2018年6月27日，基隆市政府曾召開文化資產審議會議，商議有關「近衛師團古蹟暨歷史建築群」登錄事宜，然而最後並未登錄為基隆市文化資產。

## 保存設施
基隆日本近衛師團古蹟暨歷史建築群目前共保存五件古物，其中包括：近衛師團戰死者之墓、步兵少尉松田篤三之墓、軍人軍屬火葬場之碑、招魂碑、招魂移建碑。

### 近衛師團戰死者之墓、軍人軍屬火葬場之碑

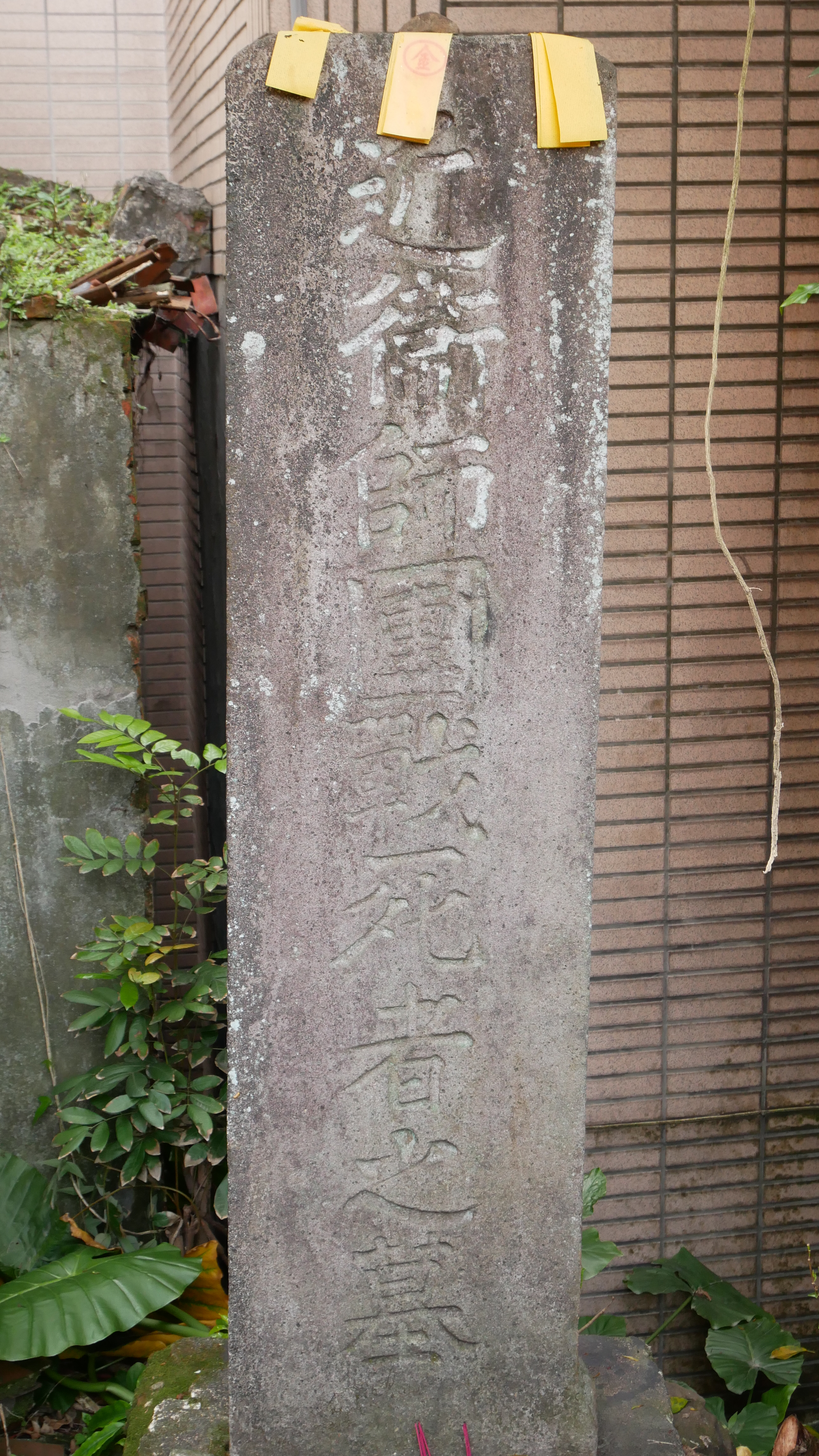
近衛師團戰死者之墓

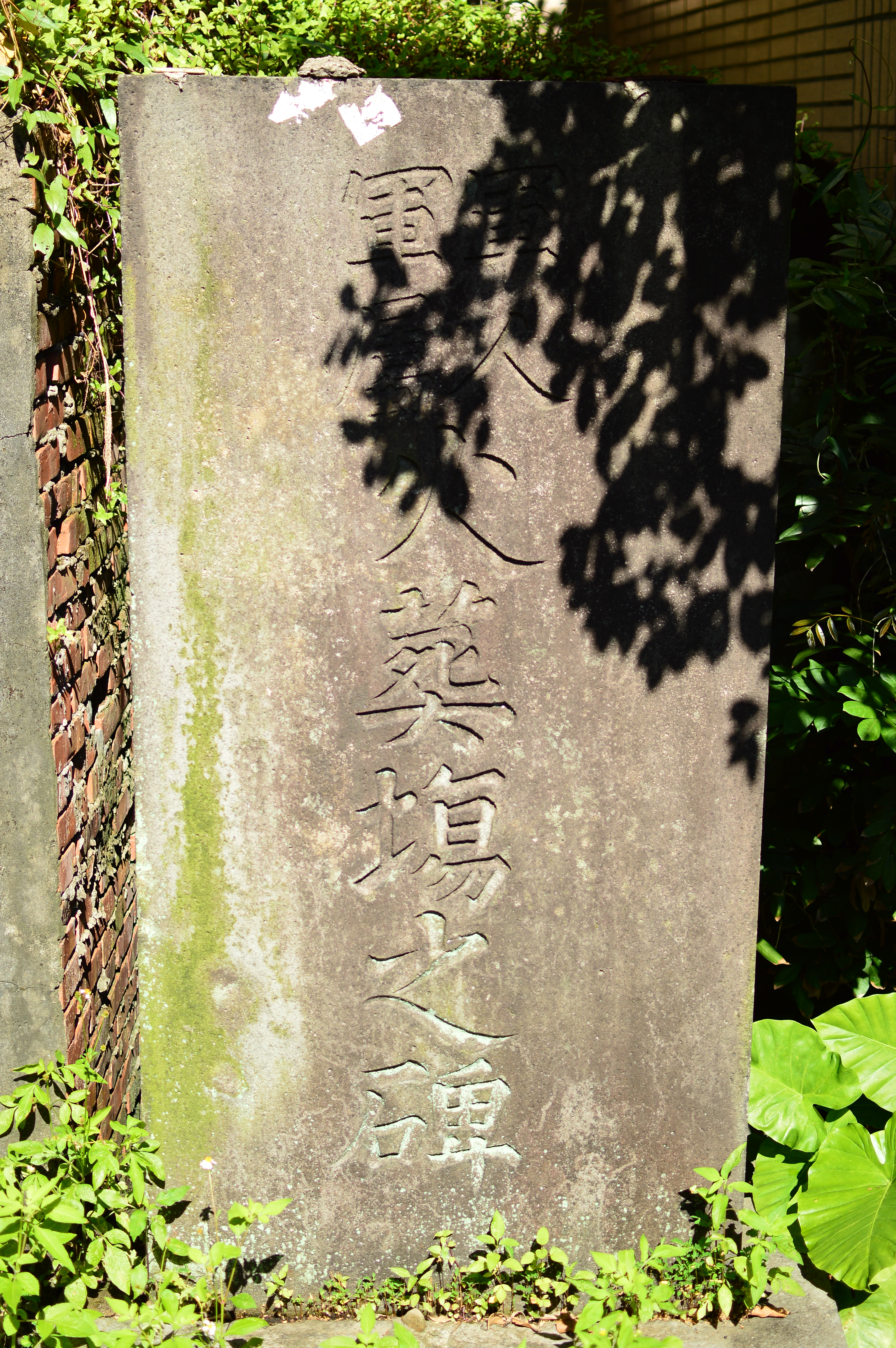
軍人軍屬火葬場之碑

近衛師團戰死者之墓於1898年（明治31年）8月創立，為日本式古墓，為紀念1895年（明治28年）6月基隆戰鬪死者而建立。其碑後刻有：
「為明治廿八年六月基隆戰鬪之際戰沒者建之。明治三十一年八月　日，有志者」

軍人軍屬火葬場之碑則為1895年（明治28年）11月所立，石質為玄武岩，是因紀念同年日軍攻陷基隆後，即設立陸軍衛戍病院和「火葬場」設施作為臨時就醫治療之場所使用，其碑後刻有：
「明治廿八年臺灣之役起也，從軍之士或罹于敵鋒、或觸于瘴癘；在基隆而死者，實二千壹百五十有六人也。當時悾□之際，不遑一一葬焉；乃於此所行火葬，舉其遺骨致諸家鄉。今又更收燼灰而瘞焉，以建碑云。明治廿八年十一月。」

該兩碑原置放忠靈殿，現況位於仁愛區龍安街198巷4弄3號，兩碑碣的基底已經消失，並由周遭民宅包圍所遮蔽。

### 日軍少尉碑
該碑為陸軍軍人墓，全名為「陸軍步兵少尉正八位松田篤三之墓」，是所屬近衛師團來自石川縣金澤市步兵後備聯隊之松田篤三少尉的墓苑，該者於1896年（明治29年）1月1日因參與三貂（現三貂角）大岭戰死。
其碑背面刻有「明治廿九年七月十六日有志者建之」、「明治廿九年一月一日於三貂大岭戰死」，其基座則是1931年（昭和6年）設立的西國三十三所石觀音第18番如意輪觀音的原始基座，目前保存於法王寺後山。

### 招魂碑、招魂移建碑

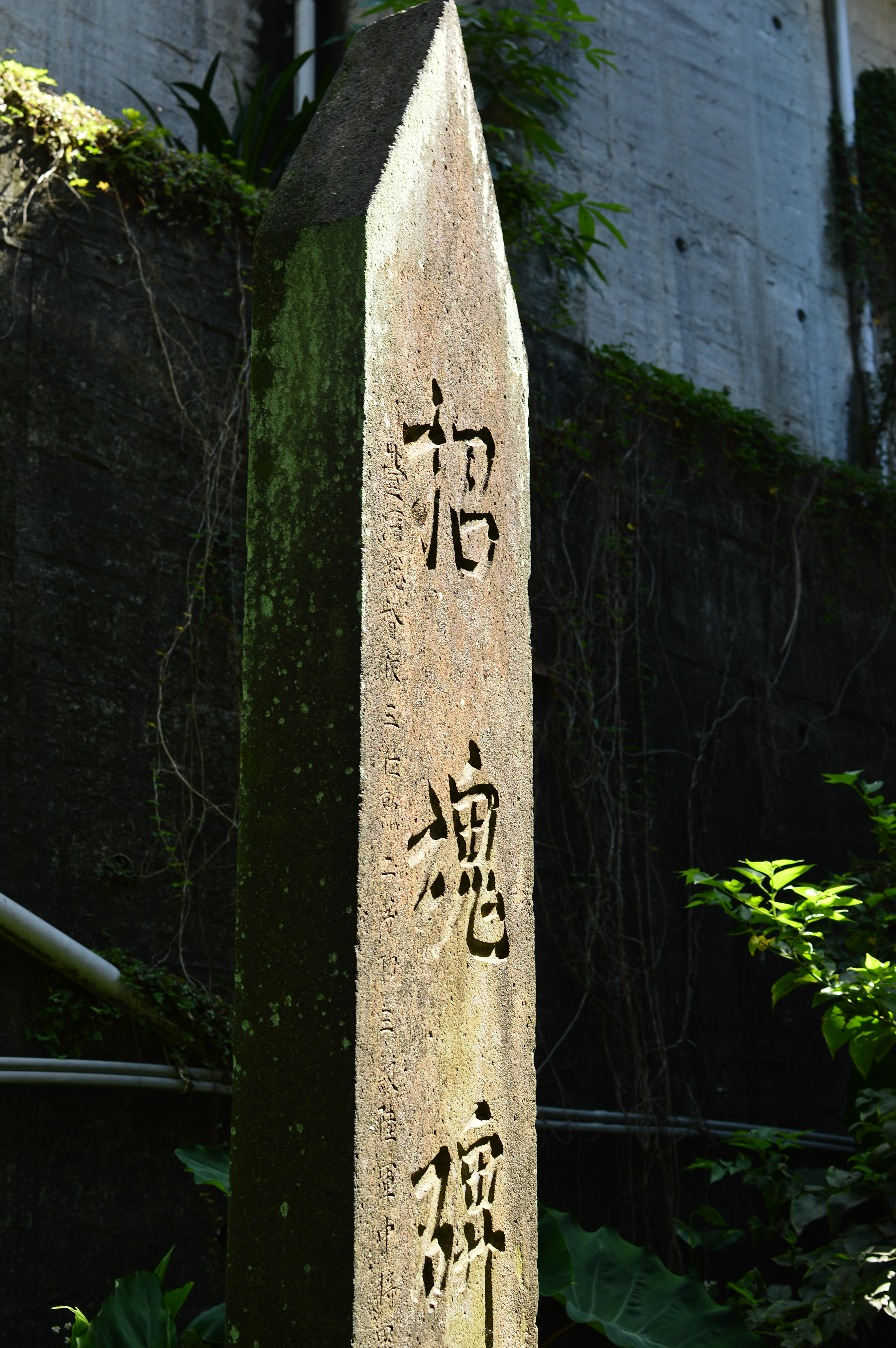
招魂碑

招魂碑為1898年（明治31年）9月由第四任台灣總督兒玉源太郎創立，石質為玄武岩，碑上是由來自群馬縣前橋市生形政吉所刻之「招魂碑」，下署「臺灣總督從三位勳二等功三級陸軍中將男爵兒玉源太郎書」。該碑最初設於基隆要塞砲兵大隊內，並於1909年（明治42年）移至高砂公園，後因缺乏肅穆崇敬之意而於1927年（昭和2年）將招魂碑遷至法王寺。
並另外設有「招魂移建碑」以說明招魂碑移建的緣由，該石碑以觀音山石製作，目前該兩者設置於法王寺廟埕下方。
碑文誌記如下：

本碑原本是建在基隆重砲兵隊營內的，明治42年時，因為建設高砂公園所以移來本地。自從領台之後已經有19年了，無人奠祭，紀念碑十分荒涼，並且位在兒童嬉遊之地，缺乏崇敬之意。本會應當奮起，由會員自動，將碑遷來此處，去年11月7日起移轉，今日完工。此地綠木淨水，人煙安靜，適合英靈長眠。原留在此地的英魂能夠保衛家園。昭和二年三月十五日，帝國在鄉軍人會基隆分會。

### 其他古物

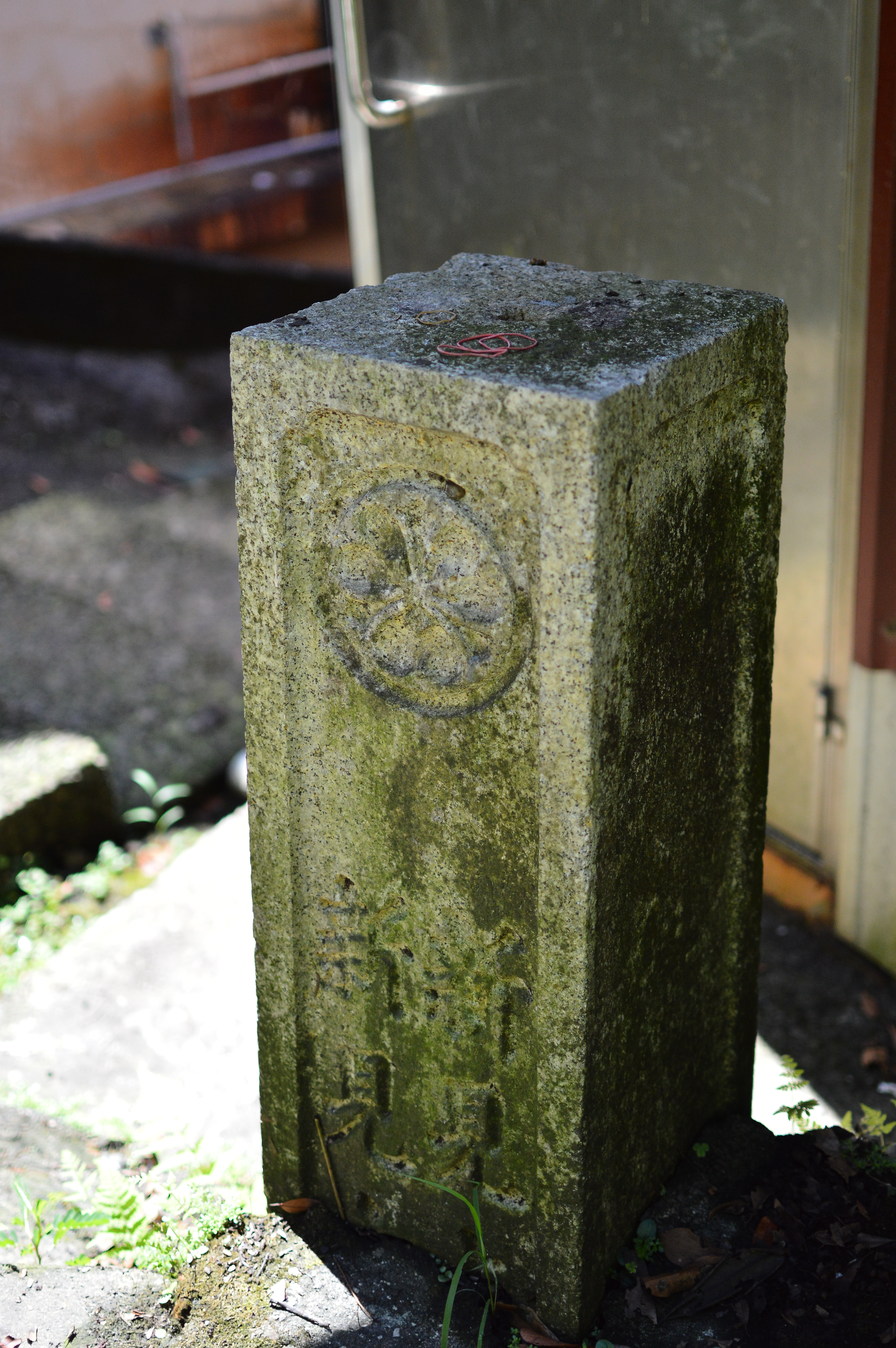
新見碑

- 同地區之嚴放寺曾保存了基隆西國三十三所靈場中其中三尊觀音石佛，為第十四番、第十五番和第十七番。第十九番則位於法王寺保存。
- 法王寺後門外面的石階步道旁立有一塊於1920年（大正9年）的不明直式墓碑，該碑刻有「新見貞」「新見市」，上方擁有類似菊花紋章的刻紋。

## 另見
- 澎湖千人塚
- 法王寺
- 清法戰爭紀念園區
- 北白川宮能久親王紀念碑_(基隆市)